# Beata Olszewska
Beata Olszewska – polska inżynier, dr hab. nauk rolniczych, adiunkt Instytutu Kształtowania i Ochrony Środowiska Wydziału Inżynierii Kształtowania Środowiska i Geodezji Uniwersytetu Przyrodniczego we Wrocławiu.

## Życiorys
16 grudnia 1997 uzyskała doktorat za pracę pt. Wpływ budowli piętrzącej na warunki wodne oraz wybrane elementy środowiska przyrodniczego w dolinie na przykładzie Odry w rejonie Brzegu Dolnego, a 16 kwietnia 2014 uzyskała stopień doktora habilitowanego nauk rolniczych. Została zatrudniona na stanowisku adiunkta w Instytucie Kształtowania i Ochrony Środowiska na Wydziale Inżynierii Kształtowania Środowiska i Geodezji Uniwersytetu Przyrodniczego we Wrocławiu.
Jest recenzentem jednej pracy doktorskiej pt. Analiza niepewności wyznaczania stref zagrożenia powodziowego opublikowanej 21 września 2017.

## Wybrane publikacje
- 2005: Uwilgotnienie gleb w dolinie Odry przed wybudowaniem stopnia wodnego Malczyce[1]
- 2007: Oddziaływanie stopnia wodnego na Odrze w Brzegu Dolnym na koryto rzeki i warunki wodne w dolinie[1]
- 2007: Wpływ spiętrzenia rzeki na przepływy wody w małym cieku w dolinie rzecznej[1]
- 2008: Wpływ erozji koryta Odry poniżej spiętrzenia w Brzegu Dolnym na wody gruntowe w wybranym przekroju doliny[1]
- 2008: Próba oceny gospodarki wodnej gleb madowych w dolinie Odry (lata 2006-2007)[1]